# Punkt
Albums de Pierre Lapointe
Pierre Lapointe Seul au piano
(2011) Paris tristesse
(2014)
Punkt est un album studio du chanteur québécois Pierre Lapointe. Il est sorti le 26 février 2013 au Canada, et le 25 novembre 2013 en France.

## Musiciens
- Piano, voix : Pierre Lapointe

## Titres
Toutes les chansons sont écrites et composées par Pierre Lapointe, sauf mention contraire.
| No  | Titre                        | Auteur | Durée |
| --- | ---------------------------- | ------ | ----- |
| 1.  | N2o                          |        | 1:26  |
| 2.  | L'étrange route des amoureux |        | 2:00  |
| 3.  | Nu devant moi                |        | 3:31  |
| 4.  | Nos joies répétitives        |        | 4:08  |
| 5.  | Les remords ont faim         |        | 3:40  |
| 6.  | La sexualité                 |        | 3:31  |
| 7.  | Des maux sur tout            |        | 1:18  |
| 8.  | Plus vite que ton corps      |        | 2:33  |
| 9.  | Monsieur                     |        | 3:19  |
| 10. | Barbara                      |        | 2:41  |
| 11. | Tu es seul et resteras seul  |        | 1:30  |
| 12. | Les enfants du diable        |        | 3:02  |
| 13. | Les ministères               |        | 3:05  |
| 14. | La date, l'heure, le moment  |        | 3:39  |
| 15. | Les délicieux amants         |        | 1:25  |
| 16. | Gaetano Pesce                |        | 1:40  |